# Harley Quinn
Harley Quinn (echte naam Harleen Frances Quinzel) is een fictieve superschurk en antiheldin uit de strips van DC Comics, hoewel ze haar debuut maakte in de animatieserie Batman: The Animated Series. Daarmee is ze een van de weinige personages die haar debuut in een animatieserie maakte. Ze is een vaste tegenstander van Batman en is de vriendin van de Joker. Verder werkt ze vaak samen met Poison Ivy.
Het personage werd bedacht door Paul Dini en Bruce Timm.

## Geschiedenis
Harley Quinn maakte haar debuut in Batman: The Animated Series in de aflevering Joker's Favor (aflevering 22). Ze was een psychiater die werkte in het Arkham Asylum waar de Joker zat opgesloten. Ze raakte gefascineerd door hem en wilde hem graag nader bestuderen. Naarmate ze de Joker meer leerde kennen ging ze zelfs van hem houden. Ze hielp hem een aantal maal ontsnappen. Toen ze werd betrapt, werd ze zelf opgesloten. Bij een aardbeving kon ze ontsnappen en besloot ze Jokers handlanger en vriendin te worden. Om meer indruk op hem te maken besloot ze net als hij een criminele clown te worden.
Dit verhaal werd eveneens verwerkt tot een striproman getiteld Mad Love.
Na Batman: The Animated Series had Harley Quinn meer animatierollen zoals in The New Batman Adventures en in de internet animatieserie Gotham Girls. Verder verscheen ze in de Justice League aflevering Wild Cards en de Static Shock aflevering Hard as Nails.

### Strips
Harley Quinn bleek in de animatieserie zo’n succes dat DC besloot haar ook in de Batman-strips te introduceren. Hierin kreeg ze al snel een grote rol. Net als de Joker was de stripversie van Harley Quinn veel minder humoristisch en veel meer een psychopate dan de animatieversie. In deel 16 van de stripserie Batman Adventures trouwde ze bijna met de Joker, maar Poison Ivy verstoorde het huwelijk.
Harley Quinn kreeg haar eigen stripserie die 38 delen liep van 2001 t/m 2003.

## Relaties
Harleys relatie met de Joker is een van de meest complexe en controversiële in het DC Universum. Hoewel hij haar vaak mishandelt en als pion in zijn plannen gebruikt, zijn er genoeg aanwijzingen dat hij diep van binnen wel om haar geeft. Harley is zich er goed van bewust dat de Joker maar ten dele haar liefde voor hem beantwoordt.
Harley is tevens goed bevriend met Poison Ivy, en de twee gaan geregeld samen op pad. Ivy gaf Harley net als zichzelf immuniteit tegen alle vergiffen die er zijn. De twee staan ook wel bekend als Gothams’ “Koninginnen van de misdaad”. Ivy heeft tegenover Harley de rol van “grote zus” die Harley vaak duidelijk probeert te maken dat haar relatie met de Joker nooit wat zal worden, maar ook haar steun biedt als Harleys relatie met de Joker weer in een dal zit. Later groeit hun relatie ook tot meer uit dan alleen vrienden. Hun liefde is wederzijds en ze vertellen elkaar dat ze van elkaar houden.

## In andere media

### Films
- Voordat de film Batman & Robin werd uitgebracht, waren er plannen voor nog een vijfde Batmanfilm, met daarin onder anderen Harley Quinn als een van de schurken. In deze film zou ze de dochter van de Joker (die in de film Batman al om het leven kwam) zijn. De film werd echter nooit gemaakt vanwege het floppen van Batman & Robin.
- In 2016 werd Harley Quinn door actrice Margot Robbie vertolkt in de film Suicide Squad. Nadien speelde Robbie het personage ook in Birds of Prey (2020) en The Suicide Squad (2021).
- Harley Quinn verschijnt in The Lego Batman Movie in LEGO minifiguur-vorm. Harley helpt de Joker om te beseffen dat Batman zijn grootste vijand is. De stem van Harley werd ingesproken door Jenny Slate. De Nederlandse stem van Harley werd ingesproken door Tara Hetharia.

#### Filmoverzicht
- The Batman/Superman Movie (1997), stemrol door Arleen Sorkin
- Batman Beyond: Return of the Joker (2000), stemrol door Arleen Sorkin
- Batman: Assault on Arkham (2014), stemrol door Hynden Walch
- Suicide Squad (2016), gespeeld door Margot Robbie
- DC Super Hero Girls: Hero of the Year (2016), stemrol door Tara Strong
- Batman and Harley Quinn (2017), stemrol door Melissa Rauch
- The Lego Batman Movie (2017), stemrol door Jenny Slate
- Lego DC Super Hero Girls: Super-Villain High (2018), stemrol door Tara Strong
- Suicide Squad: Hell to Pay (2018), stemrol door Tara Strong
- Batman Ninja (2018), stemrol door Rie Kugimiya
- Batman: Hush (2019, stemrol door Hynden Walch
- Birds of Prey: And the Fantabulous Emancipation of One Harley Quinn (2020),  gespeeld door Margot Robbie
- The Suicide Squad (2021),  gespeeld door Margot Robbie
- Joker: Folie à Deux (2024), gespeeld door Lady Gaga

### Televisieseries
- In 2002 kwam Harley Quinn voor in de televisieserie Birds of Prey, gespeeld door Mia Sara. In dit programma was ze een psychopaat en veel meer sinister en berekend dan in de strips.
- Harley Quinn verscheen in seizoen 4 van de animatieserie The Batman, waarin haar stem werd gedaan door Hynden Walch.

#### Serieoverzicht
- Batman: The Animated Series (1992-1994), stemrol door Arleen Sorkin (9 afl.)
- The New Batman Adventures (1997-1999), stemrol door Arleen Sorkin (6 afl.)
- Superman: The Animated Series (1997), stemrol door Arleen Sorkin (3 afl.)
- Gotham Girls (2000-2002), stemrol door Arleen Sorkin (25 afl.)
- Birds of Prey (2002-2003), gespeeld door Mia Sara (13 afl.)
- Justice League (2003), stemrol door Arleen Sorkin (2 afl.)
- The Batman (2007), stemrol door Hynden Walch (2 afl.)
- Batman: The Brave and the Bold (2010), stemrol door Meghan Strange (1 afl.)
- Harley Quinn (2019-heden), stemrol door Kaley Cuoco

### Videospellen
- In 2009 speelde Harley Quinn een grote rol in het spel Batman: Arkham Asylum en in 2011 in Batman: Arkham City. In het laatst genoemde spel zijn er aanwijzingen die erop kunnen duiden dat ze zwanger is van Jokers kind. In het een-na-laatste deel van de spellen-serie, Batman: Arkham Origins, komt ze voor als Dr. Harleen Quinzel, waar de speler ziet hoe zij wordt beïnvloed door de Joker vanaf het moment dat ze elkaar ontmoeten. In het laatste spel van de reeks, Batman: Arkham Knight, verschijnt Harley Quinn na de dood van de Joker in Arkham City.
- In 2017 is Harley Quinn een speelbaar karakter in het videospel Injustice 2. In dit spel is zij na het overlijden van de Joker aan de kant van Batman komen staan.